# Hemistola monotona
Hemistola monotona là một loài bướm đêm trong họ Geometridae.